# Crematogaster vandeli
Crematogaster vandeli är en myrart som beskrevs av Soulie 1961. Crematogaster vandeli ingår i släktet Crematogaster och familjen myror. Inga underarter finns listade i Catalogue of Life.